# 许志才
许志才（1958年8月—），回族，安徽寿县人，曾任滁州学院院长。

## 生平
1982年毕业于安徽师范大学数学系，1987年于陕西师范大学获硕士学位。1988年进入安徽理工大学工作，历任理学院院长、学校评估办公室主任等职。2001年于中国科学技术大学获博士学位。2006年任滁州学院副院长，2010年任滁州学院党委副书记、院长。2018年6月，不再担任滁州学院党委副书记、院长职务。

## 荣誉
2009年获安徽省教学名师称号，2004年获全国模范教师称号。2016年1月，获选中国高等教育学会与中国青年报社联合举办的“2015年学生喜爱的大学校长”。

## 著作
- 《微分流形与黎曼几何》（1994年，陕西师范大学出版社）
- 《子流形几何》（2003年，中国科学技术大学出版社）
- 《现代数学基础》（2005年，科学出版社）